# SV Rot-Weiß Sulzbach
Der SV 05 Rot-Weiß Sulzbach e. V. war ein deutscher Fußballverein mit Sitz in der saarländischen Stadt Sulzbach/Saar im Regionalverband Saarbrücken.

## Geschichte
Der Verein wurde scheinbar im Jahr 1905 ursprünglich einmal gegründet. Nach dem Ende des Zweiten Weltkriegs nahm die erste Fußball-Mannschaft an der innerhalb des Saarlands erstklassigen Landesklasse Saar teil. Mit 14:30 Punkten reichte es am Saisonende hier nur für den zehnten Platz, wodurch man in der nächsten Saison eine Liga tiefer antreten musste. In der Bewährungsklasse Saar platzierte man sich schließlich nach der Folgesaison mit 18:16 Punkten auf einem guten fünften Platz im Mittelfeld der Gruppe Ost. Zur nächsten Saison gab es einen Wechsel in die Gruppe West. Dort reichte es mit 16:20 Punkten jedoch nur noch für den siebten Platz.
Zur Saison 1951/52 stieg die Mannschaft in die nun drittklassige Amateurliga Saarland auf. Mit 27:25 Punkten endete die Spielzeit für den Verein hier auf dem siebten Platz. Diese Platzierung konnte jedoch nie mehr erreicht werden, nach der Saison 1954/55 musste die Mannschaft schließlich wieder in die Bezirksliga absteigen.
Die letzte bekannte Ligazugehörigkeit ist die Kreisliga A in der Saison 2000/01, in welcher man Meister wurde.
Der Verein bestritt seine Spiele auf dem Jahn-Sportplatz in Sulzbach. Dieser wurde 2009/10 durch die Stadt Sulzbach abgerissen und einem Neubaugebiet gewidmet. Der Verein wurde letztlich im August 2023 aufgelöst, das restliche Vereinsvermögen von 50.000 € wurde an das Kinderhospiz und den Förderverein der Feuerwehr gespendet.
Am ehemaligen Vereinsheim erinnert seitdem eine Tafel an den Verein.